# Verdrag van Benevento
Het Verdrag van Benevento werd ondertekend op 18 juni 1156 door gezanten van paus Adrianus IV en gezanten van het koninkrijk Sicilië.

## Achtergrond
Een coalitie van het Byzantijnse Rijk, het Heilig Roomse Rijk en de Kerkelijke Staat had de ambitie het pas opgerichte koninkrijk Sicilië te vernietigen. In een poging om Bari te veroveren sneuvelde generaal Michael Palaiologos in 1156. Het leger van keizer Frederik I Barbarossa had zich teruggetrokken richting Duitsland en de opstandelingen in Zuid-Italië waren uitgeschakeld. Kortom, de paus had geen steun om de vijandelijkheden voort te zetten. Hij werd ook door de bevolking uit Rome geweerd. Hij verbleef in Benevento, dat al meer dan een eeuw pauselijk grondgebied was. Het Siciliaanse leger naderde Benevento en de paus werd gedwongen tot het sluiten van een overeenkomst.

## Overeenkomst
De pauselijke kanselier, Roland van Siena, later paus Alexander III, en de Romeinse edelman Oddone Frangipane werden uitgezonden om te onderhandelen en koning Willem I van Sicilië stuurde zijn eigen amir al-umara Maio van Bari, diens klerk Matteo van Ajello en de aartsbisschop van Salerno Romualdus II Guarna.
Het koningschap van William werd erkend over heel Sicilië, het hertogdom Apulië en Calabrië, Campania en Capua, de kuststeden Amalfi, Napels en Gaeta en de nieuw veroverde gebieden in Midden-Italië: Marche en de Abruzzen. Bovenop de schatting van 600 schifati, overeengekomen door Rogier II van Sicilië in 1139, kreeg de paus nog eens 400 schifati voor Marche. 
Het recht van de paus om legaten het schiereiland in te sturen werd aanvaard, maar het koningschap van de koning op Sicilië werd bevestigd en de paus moest zijn aanspraak op het eiland neerleggen. Willem ontving de Vredeskus en schonk aan de paus, geschenken van goud en zilver.
Het originele manuscript van het verdrag ligt in het Vaticaans Apostolisch Archief.